# Anna Zehnder
Anna Zehnder (1995) es una deportista Suiza que compite en triatlón y duatlón.
Ganó dos medallas en el Campeonato Mundial de Duatlón Campo a Través, plata en 2023 y oro en 2025, y dos medallas en el Campeonato Europeo de Duatlón Campo a Través, plata en 2023 y oro en 2024. Además, obtuvo dos medallas de plata en el Campeonato Europeo de Triatlón Campo a Través, en los años 2023 y 2024.

## Palmarés internacional
| Campeonato Mundial | Campeonato Mundial      | Campeonato Mundial | Campeonato Mundial |
| Año                | Lugar                   | Medalla            | Prueba             |
| ------------------ | ----------------------- | ------------------ | ------------------ |
| 2023               | Ibiza (España)          | Medalla de plata   | Individual         |
| 2025               | Pontevedra (España)     | Medalla de oro     | Individual         |
| Campeonato Europeo |                         |                    |                    |
| Año                | Lugar                   | Medalla            | Prueba             |
| 2023               | Riva del Garda (Italia) | Medalla de plata   | Individual         |
| 2024               | Coímbra (Portugal)      | Medalla de oro     | Individual         |

| Campeonato Europeo | Campeonato Europeo      | Campeonato Europeo | Campeonato Europeo |
| Año                | Lugar                   | Medalla            | Prueba             |
| ------------------ | ----------------------- | ------------------ | ------------------ |
| 2023               | Riva del Garda (Italia) | Medalla de plata   | Individual         |
| 2024               | Coímbra (Portugal)      | Medalla de plata   | Individual         |